# Chautauqua (CDP, New York)
Pour les articles homonymes, voir Chautauqua.
Chautauqua est une census-designated place du comté de Chautauqua, dans l'État de New York, aux États-Unis,. En 2020, elle compte une population de 218 habitants.